# Editorial Fonoll
L'Editorial Fonoll és una editorial catalana independent fundada el 2006 a Juneda per part dels tres socis, Josep Gelonch, Jaume Graus i Jordi Quer, que publica una quinzena de llibres a l'any de temàtica diversa, des de la literatura a la no-ficció.
Entre els seus llibres més coneguts figuren Lo diccionari lleidatà, Soc més de l'oest del Sr. Postu, Dones al marge. Bruixes i altres històries d’estigma i oblit, de l'antropòloga Ivet Eroles, i la novel·la inèdita de Manuel de Pedrolo Visita a la senyora Soler, que l'autor va escriure l'any 1959 i va ser censurada pel fet de contenir «una immoralitat de fons, molt més que de forma, tan enorme, que considerem impossible la seva publicació».
| «                       | El que ha de tenir un llibre a Fonoll és la voluntat d'aportar quelcom que encara no hagi estat publicat en català i que moltes altres editorials no poden fer perquè estan subjectes a les servituds del mercat. | » |
| — Anna Pérez Mir (2021) | |   |